# Huis Ten Bosch (parque temático)

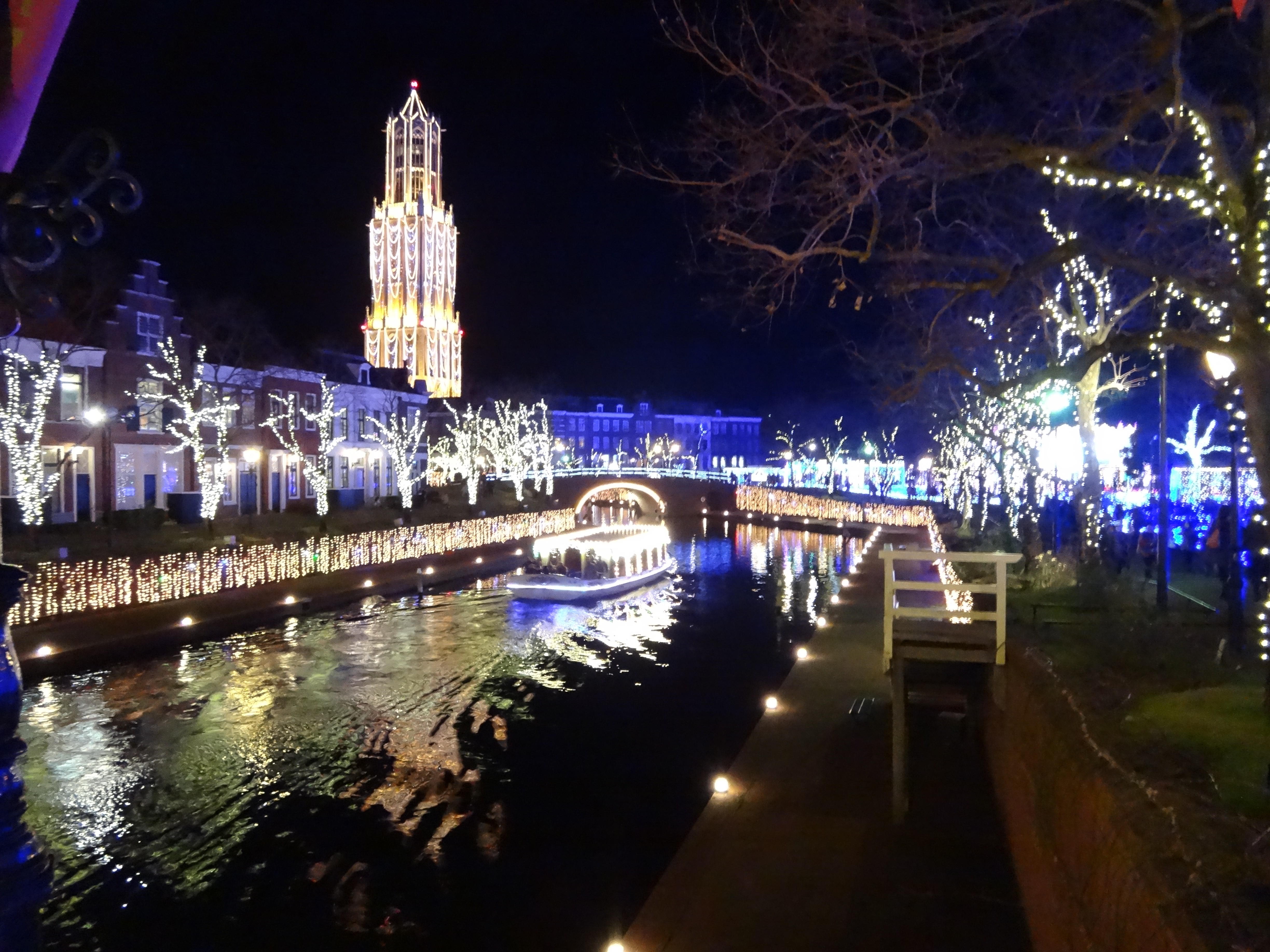

Huis Ten Bosch es un parque temático ubicado en la prefectura de Nagasaki que recrea los Países Bajos mediante copias de tamaño real de los antiguos edificios neerlandeses. La traducción literal de Huis Ten Bosch es «casa en el bosque», en neerlandés. El parque recibe su nombre del Palacio Huis ten Bosch, una de las cuatro residencias oficiales de la Familia Real Neerlandesa, situado en La Haya.
El parque cuenta con una gran cantidad de edificios de estilo neerlandés, como por ejemplo hoteles, villas, teatros, museos, tiendas y restaurantes, junto con canales, molinos de vientos y otras atracciones como un parque lleno de flores de estación. Huis Ten Bosch abrió al público en marzo de 1992 y está situado en la isla de Hario, en la parte sur de Sasebo, frente a la bahía de Ōmura. Su ubicación refleja la relación histórica que Japón mantuvo con los Países Bajos y que comenzaron en 1609, cuando los neerlandeses abrieron un puesto de comercio en Hirado, no muy lejos de Sasebo. El parque se encuentra abierto todos los días, de 9:00 a. m. a 9:30 p. m. (de 9:00 a. m. a 8:30 p. m. de diciembre a febrero). El "pasaporte" (boleto) por un día, que cubre el costo del ingreso y cierta cantidad de atracciones dentro del parque, cuesta entre 5600 (adultos) y 4400 yenes (niños). Puede llegarse al parque por medio del tren de JR o de un autobús desde Nagasaki, así como también mediante botes que salen del Aeropuerto de Nagasaki y de Sasebo.